# Prawo pościgu
Prawo pościgu (ang. right of hot pursuit) – prawo przysługujące okrętom wojennym i samolotom oraz innym upoważnionym statkom morskim i powietrznym w służbie rządowej stosowane wobec jednostek, których załoga lub pasażerowie podejrzani są o naruszenie przepisów prawa państwa nadbrzeżnego. Pościg taki może rozpocząć się na:
- wodach wewnętrznych;
- morzu terytorialnym;
- morskim pasie przyległym;
- wyłącznej strefie ekonomicznej;
- strefie rybołówstwa;
- w związku z naruszeniem praw państwa na szelfie.

Przebywanie przez statek ścigany na wodach wewnętrznych lub terytorialnych nie jest warunkiem wymaganym dla rozpoczęcia pościgu. Konieczne jest natomiast nadanie sygnału optycznego lub dźwiękowego w odległości umożliwiającej dostrzeżenie lub usłyszenie go. Pościg powinien być nieprzerwany, ustaje natomiast z chwilą wpłynięcia jednostki ściganej na morze terytorialne państwa trzeciego.
Obecnie odpowiednie regulacje w tym zakresie zawiera Konwencja jamajska z 1982 w art. 111. W prawie polskim instytucja prawa pościgu opisana została w art. 16 – 18 ustawy z 12 października 1990 r. o Straży Granicznej. Brak regulacji odwrotnego prawa pościgu (ang. reverse hot pursuit), dzięki któremu statek płynący pod banderą jednego państwa mógłby po podjęciu pościgu na wodach otwartych wpłynąć na wody terytorialne innego państwa.